# Joël Kermarrec
Pour les articles homonymes, voir Kermarrec.
Joël Kermarrec, né le 20 juillet 1939 à Ostende et mort le 24 juin 2022 à Paris, est un artiste peintre français né en Flandre belge. Il a vécu et travaillé à Paris.

## Biographie

### Famille, formation
Joël Kermarrec naît à Ostende en Flandre belge, dans une famille française ; sa mère Antoinette Labisse est sculptrice ; son père Henri-Jean Kermarrec est libraire. Sa famille se réfugie en zone libre à Montauban fin 1939 et retourne à Ostende après la guerre. Il est scolarisé en Flandre jusqu’au début du secondaire et termine sa scolarité en France.
Au début de 1959, il passe le concours de l’École nationale supérieure des beaux-arts de Paris et en sortira avec un prix de Rome en 1964.
Il rencontre Monique Lambaré en 1960, qu’il épouse en 1962 ; ils s’installent à Paris.

### Parcours artistique
Il participe aux biennales des jeunes et aux salons de la Jeune Peinture où il est remarqué par Lucien Durand qui lui fera sa première exposition personnelle.
Il commence à préciser son questionnement du rapport de l’image et de la langue tant au point de vue théorique que poétique. Une de ses expositions marquantes est « Montagnes trous et autres difficultés ».
Il met en place un travail, qui a été dit formaliste, à partir de l’idée de modèle qu’il nomme module, type, patern et norme.
En 1971, une fracture et un rejet des pratiques passées s’opèrent tant dans le dessin que dans la peinture avec un ensemble de sept peintures intitulées Mon pantalon, dont la dernière toile est blanche et « dessinée ». Va suivre un moment de toiles blanches jusqu’en 1975 dont les titres génériques sont Ostende et le pantographe.
Des peintures de 1970 à 1973 sont montrées dans une exposition personnelle au musée d’Art moderne de la ville de Paris - ARC 2.
À partir de 1976 un retour à la couleur s’opère à travers des ensembles peints, qu’il nomme « moment », où se précise l’idée du préalable du vu sur le dit. Pendant ces années-là, la création de dessins, d’objets et de photographies traverse et accompagne l’œuvre peint. Quelques titres génériques de ces moments renvoient au questionnement de l’œuvre : L’Inconstance, souvenir d’un voyage à la chapelle des Scrovegni à Padoue ; La Valeur, l’avaleur, Earl Koenig ; Les Quatre Vivants ; La Rencontre des deux Jean ; L’Annonce faite à ; Le Sourire de l’ange ; Jézabel, etc.

### Enseignement
En 1968, Joël Kermarrec participe à la mise en place du département Art de l’université Paris-VIII à Vincennes, sous la direction de Jean Laude, et y enseigne de 1969 à 1975. Il enseigne ensuite à l’école des beaux-arts de Marseille/Luminy de 1975 à 1987, puis à l’École nationale supérieure des beaux-arts de Paris, de 1987 à 2007.

### Décoration
- 2008 : Commandeur dans l'ordre des Arts et des Lettres[3]

## Principales expositions
- « Douze ans d'art contemporain en France », Grand Palais, Paris 1972
- « Amsterdam-Düsseldorf-Paris », musée Solomon R. Guggenheim, New York, 1972
- « 1970-1973, Peinture - Dessins », musée d'Art moderne de la ville de Paris, ARC 2, 1973
- « Ostende et le pantographe », Musée de Peinture et de Sculpture, C.A.P.C., Bordeaux, 1975
- « Peintures et dessins », Galerie de France, Paris, 1980
- « Jaccard, Kermarrec, Charvolen », musée Cantini, Marseille, 1982
- « Un moment de la peinture de Joël Kermarrec », « Les quatre vivants », « La rencontre des deux Jean », « L’annonce faite à », « Le sourire de l’ange », Galerie de France, Paris, 1984
- « Recherche d’un autre modèle », Galerie de France, Paris, 1991
- « Peintures et dessins », Galerie Maeght, Barcelone, 1994
- « Comme une autre place qui serait la mienne », Galerie Baudoin Lebon, Paris, 2003
- « Méditations », abbaye du Mont-Saint-Michel, 2004

## Écrits personnels
- Ana, le temps, la gratification, Éditions orange export dirigées par Emmanuel Hocquard, 1975
- « 30 ans de poésie française », in Critique no 385-386, à propos d’Alain Veinstein, 1979
- Cahiers de psychologie de l’art et de la culture, no 14, ENSBA, Paris, 1988
- Prolégomènes, un recueil de titres – convenus, douteux, attendus et indécis, en désordre, coll. « Bas étage », éditions Alain Veinstein, 1992
- Le Fil dans la toile, éditions de l’ENSBA, Paris, 1997
- Science amusante par Tom Tit en 50 expériences, vignettes faites et commentées par Joël Kermarrec, coll. « Les Affinités », Le 19, centre régional d’art contemporain, Montbéliard, Vesoul, 2000
- Le Temps, la durée, l’instant & aujourd'hui, ici, Cahiers Art Image[4], Chalon-sur-Saône, 2008
- Étalon pré-posthume, dessins 1957-2007, mai 2010, Carnets d’études, Beaux-arts de Paris, Les éditions, 2010

### Filmographie
- Michel Lancelot, réalisateur G Pommier, « Fenêtre sur – peintres de notre temps », INA, 1980
- Texte dit par Olivier Kaeppelin, images de Mathieu Portalier, DVD « Joël Kermarrec, Méditation », 2004
- Interview du sculpteur Joël Kermarrec, Strasbourg, 2010

### Diffusion radiophonique
- Olivier Kaeppelin, Joël Kermarrec, entretien, Les nuits magnétiques, France Culture, 1987
- Alain Veinstein, « D’un jour à l’autre », France Culture, 1988